# Liege & Lief
Liege & Lief es el cuarto álbum de estudio de la banda británica de folk rock, Fairport Convention. Fue publicado a finales de 1969 a través de Island Records en el Reino Unido y por A&M en los Estados Unidos. El álbum obtuvo un éxito comercial, alcanzando el #17 en el UK Albums Chart durante un período de 15 semanas.
En 2007, una edición de lujo de Liege & Lief fue publicada. El segundo disco consistía principalmente de interpretaciones en la BBC Radio 1 y dos tomas descartadas, "The Lady Is a Tramp" y "Fly Me to the Moon".

## Antecedentes

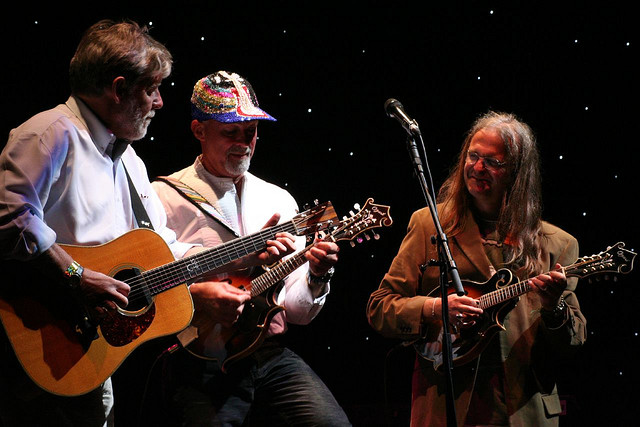
Fairport Convention interpretando en el Cropredy Festival, Oxfordshire el 12 de agosto de 2006.

Posteriormente al lanzamiento del álbum Unhalfbricking, Dave Mattacks tomó el puesto de baterista después del fallecimiento de Martin Lamble en un accidente en la autopista. La banda compuesta por la vocalista principal Sandy Denny, los nuevos miembros Swarbrick y Mattacks, junto con los miembros fundadores, Richard Thompson en la guitarra y los coros, Simon Nicol en la guitarra rítmica y Ashley Hutchings en el bajo eléctrico, habían ensayado y grabado el álbum Liege & Lief durante el verano de 1969 en Farley Chamberlayne, Winchester, acompañado con un concierto en el Royal Festival Hall el 24 de septiembre de ese mismo año.
Algunas de las canciones que fueron descartadas para el álbum fueron: "Ballad of Easy Rider", canción de Roger McGuinn y la balada tradicional de "Sir Patrick Spens".

## Título y diseño de portada
El título del álbum está compuesto por dos palabras en Inglés Medio: liege, que significa leal y lief, que significa dispuesto. La portada presenta a la banda en un fondo de color beige, junto con el repertorio de canciones y los créditos.

## Legado
En una audiencia de la BBC Radio 2 Folk Awards en 2006, el álbum fue escogido como el "Álbum de Música Folk Más Influencial de Todos los Tiempos". Fue colocado en la posición #254 en la tercera edición del libro All Time Top 1000 Albums de Colin Larkin.
En junio de 2007, la revista MOJO la colocó en la posición #58 de "Las 100 Grabaciones que Cambiaron al Mundo".

## Lista de canciones
| Lado uno |                      |                                           |          |  |
| N.º      | Título               | Escritor(es)                              | Duración |  |
| 1.       | «Come All Ye»        | Sandy Denny Ashley Hutchings              | 5:02     |  |
| 2.       | «Reynardine»         | tradicional, arr. por Fairport Convention | 4:33     |  |
| 3.       | «Matty Groves»       | tradicional, arr. por Fairport Convention | 8:09     |  |
| 4.       | «Farewell, Farewell» | Richard Thompson                          | 2:39     |  |
| 20:23    |                      |                                           |          |  |

| Lado dos | |                                           |          |  |
| N.º      | Título | Escritor(es)                              | Duración |  |
| 1.       | «The Deserter»                                                                                                  | tradicional, arr. por Fairport Convention | 4:23     |  |
| 2.       | «Medley» - I. «The Lark in the Morning» - II. «Rakish Paddy» - III. «Foxhunter's Jig» - VI. «Toss the Feathers» | traditional, arr. por Dave Swarbrick      | 4:08     |  |
| 3.       | «Tam Lin» | traditional, arr. por Swarbrick           | 7:13     |  |
| 4.       | «Crazy Man Michael»                                                                                             | Thompson Swarbrick                        | 4:40     |  |
| 20:24    | |                                           |          |  |

- Los lados uno y dos fueron combinados como pista 1–8 en la reedición de CD.

| Bonus tracks (2002 Island Records reissue) |                                                 |          |  |
| N.º                                        | Título                                          | Duración |  |
| 9.                                         | «Sir Patrick Spens» (Sandy Denny vocal version) | 4:00     |  |
| 10.                                        | «Quiet Joys of Brotherhood» (take 1)            | 10:16    |  |
| 14:16                                      |                                                 |          |  |

| 2007 deluxe edition – disc two: Studio Outtakes & BBC Sessions |                                                                       |          |  |
| N.º                                                            | Título                                                                | Duración |  |
| 1.                                                             | «Sir Patrick Spens» (Sandy Denny vocal version)                       | 4:00     |  |
| 2.                                                             | «Quiet Joys of Brotherhood» (take 4)                                  | 5:59     |  |
| 3.                                                             | «The Ballad of Easy Rider»                                            | 4:53     |  |
| 4.                                                             | «Tam Lin» (Live On John Peel's Top Gear, 1969)                        | 7:46     |  |
| 5.                                                             | «The Lark in the Morning Medley» (Live On John Peel's Top Gear, 1969) | 4:13     |  |
| 6.                                                             | «Sir Patrick Spens» (Live On John Peel's Top Gear, 1969)              | 3:44     |  |
| 7.                                                             | «Reynardine» (Live On John Peel's Top Gear, 1969)                     | 4:19     |  |
| 8.                                                             | «Quiet Joys of Brotherhood» (take 1)                                  | 10:16    |  |
| 9.                                                             | «The Lady Is a Tramp» (Live On John Peel's Top Gear, 1969)            | 2:11     |  |
| 10.                                                            | «In Other Words (Fly Me to the Moon)»                                 | 2:22     |  |
| 47:17                                                          |                                                                       |          |  |

## Comentarios
It was a magical time... and there’s a lot of magic on that album. There was a special feeling in the house, in the room, and also a lot of hidden magic and weirdness on that album. The past is weird, you know, our ancestors did a lot of weird things.
– Ashley Hutchings

Nothing resonates like an old song... To sing something beautifully written, and then refined over hundreds of years, that still has meaning and urgency, that still creates vivid pictures in the mind, is a deeply rewarding thing. I think we hoped the band would achieve some mainstream popularity, so that we could bring the tradition a little closer to people's lives.
– Richard Thompson

## Créditos
Créditos adaptados desde las notas del álbum.
Fairport Convention
- Sandy Denny – voz principal
- Dave Swarbrick – violín tradicional, viola
- Richard Thompson – guitarra eléctrica y acústica, coros
- Simon Nicol – guitarra de doce cuerdas, coros
- Ashley Hutchings – bajo eléctrico, coros
- Dave Mattacks – batería y percusión

Personal técnico
- Joe Boyd – productor
- John Wood – ingeniero de sonido

Diseño
- Eric Hayes – fotografía
- Roberta Nicol – diseño de portada